# Tedeschi del vecchio Regno di Romania
I tedeschi regățeni o tedeschi del Vecchio regno di Romania ((DE)  Regatsdeutsche sau Altreichsdeutsche) sono un gruppo etnico tedesco di Romania. Il Vecchio regno di Romania fu costituito prima della Grande Guerra, includendo Moldavia, Dobrugia, Muntenia e Oltenia.
I tedeschi regățeni come gruppo etnico romeno sono rappresentati dal partito Forumul Democrat al Germanilor din România (FDGR).

## Popolazione trasferita verso la Germania nazista
Come parte dello scambio di popolazione tra Germania nazista e Unione Sovietica e del Heim ins Reich, la Germania nazista chiamò il Volksdeutsche per la fondazione di territori polacchi.
77.000 Regateni furono trasferiti nel 1940.
Tedeschi di Romania ricollocati dalla Germania nazista 1939-1944

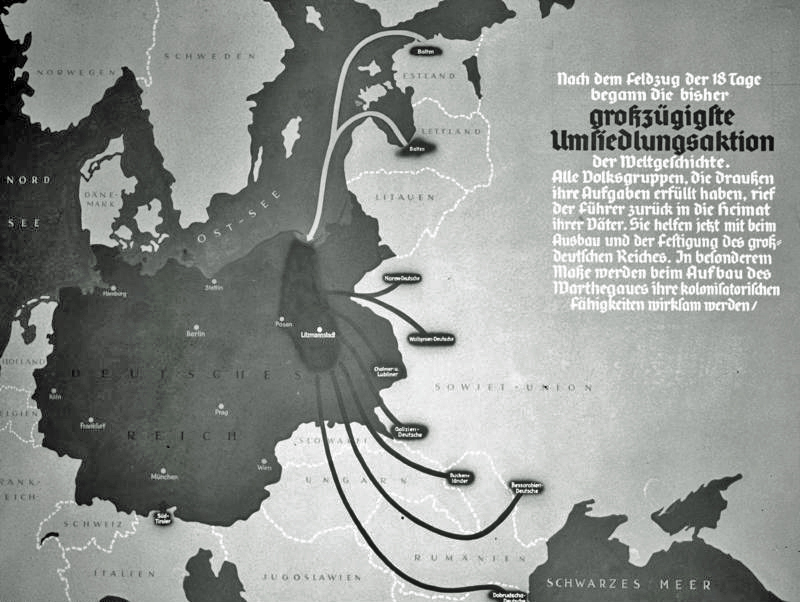
Cartina con i trasferimenti del Volksdeutsche durante lHeim ins Reich.

| Verso aree polacche annesse alla Germania nazista | Verso il Governatorato Generale/Polonia | Verso la linea Oder-Neiße | Verso l'Austria | Totale  |
| ------------------------------------------------- | --------------------------------------- | ------------------------- | --------------- | ------- |
| 128.000                                           | 12.000                                  | 52.000                    | 20.000          | 212.000 |

| Territorio di origine | Totale | Rifondazione di territori annessi a est |
| --------------------- | ------ | --------------------------------------- |
| Bessarabia            | 93.342 | 89.201                                  |
| Nord Bucovina         | 43.670 | 24.203                                  |
| Sud Bucovina          | 52.149 | 40.804                                  |
| Dobrugia              | 15.454 | 11.812                                  |
| Romania, Regățeni     | 10.115 | 1.129                                   |